# إي جي إيه
إي جي إيه (بالإنجليزية: Enhanced Graphics Adapter EGA)‏ وهو معيار عرض الرسومات لشركة أي بي أم وهو يقع بين سي جي إيه ومنظومة عرض مرئي من ناحية أداء الرسومات (أي الألوان ودقة الشاشة). وكان قد قدمة من قبل شركة أي بي أم عام 1984 لأنظمة حواسيبها بي سي/إيه تي, وهي تولد شاشة ب16 لونا ودقة شاشة تصل إلى 640x350. واحتوت على 16 كيلوبايت من ذاكرة القراءة فقط لتوسيع قدرة بيوس لتشمل وظائف عرض إضلفية و وحدة تحكم بالرسومات 6845 من شركة موتورولا.